# Église Saint-Vigor de Saint-Loup-de-Fribois
L'église Saint-Vigor est située à Saint-Loup-de-Fribois, dans le département français du Calvados.

## Architecture

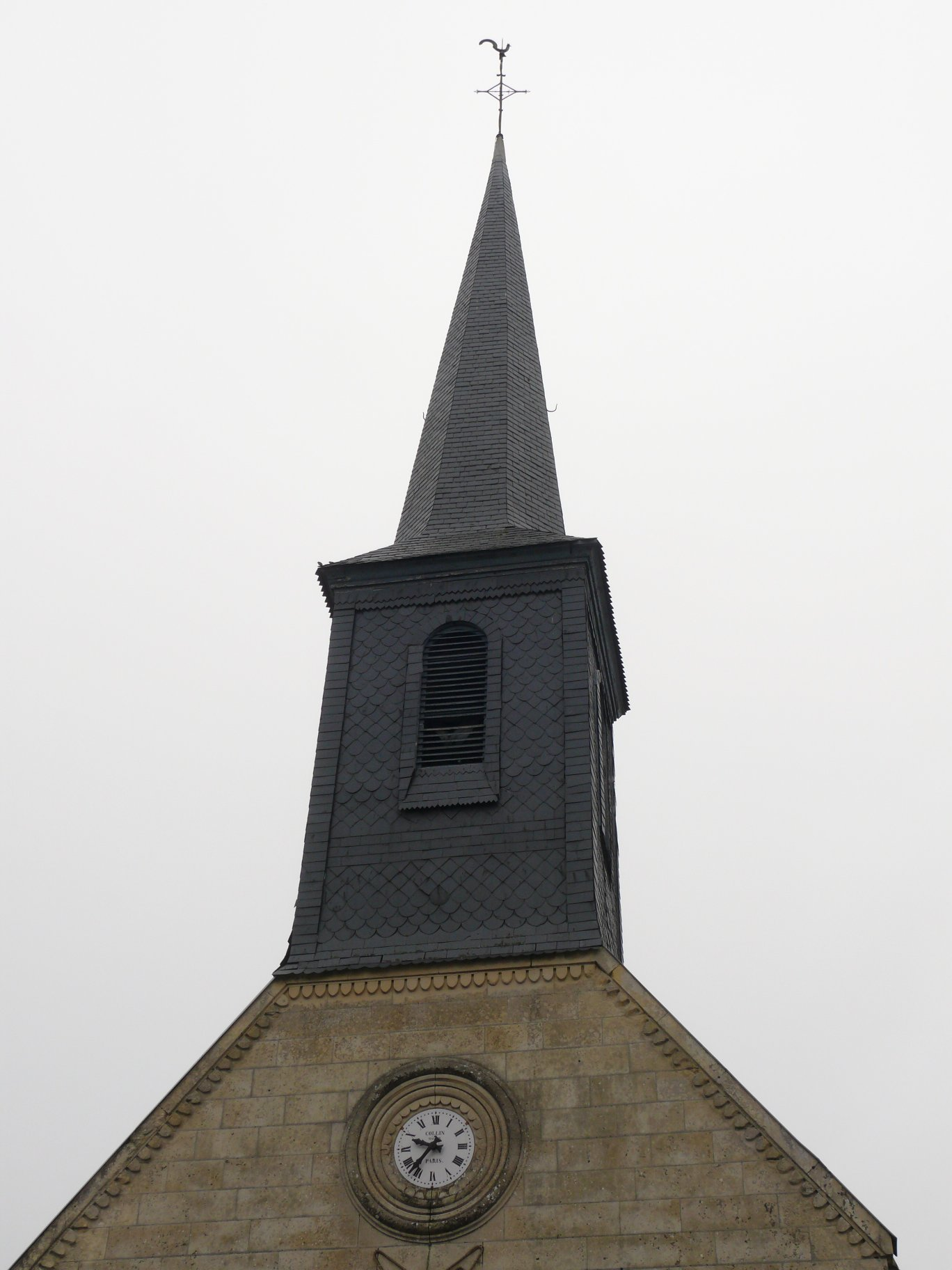
Le clocher.
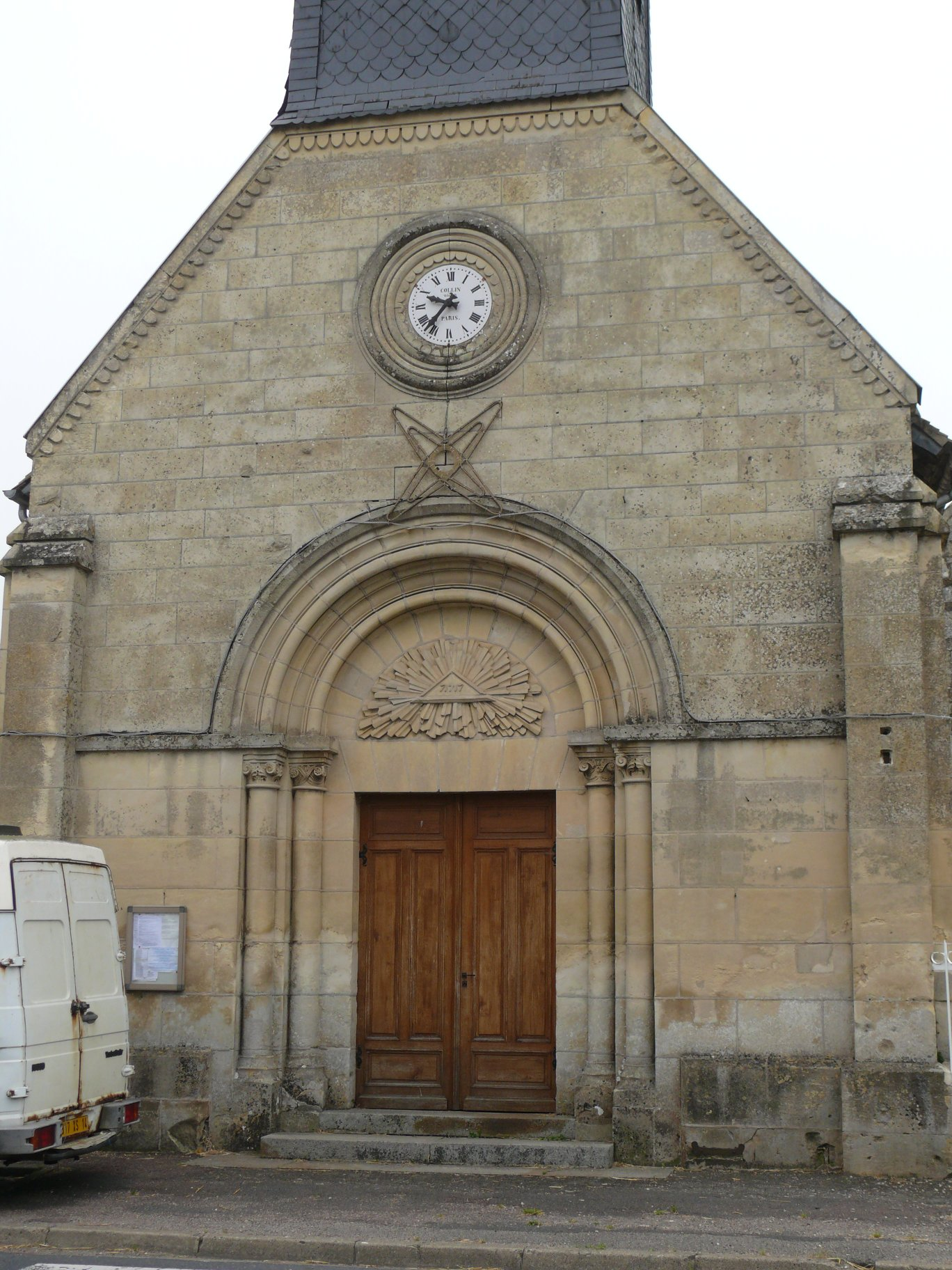
L'entrée.
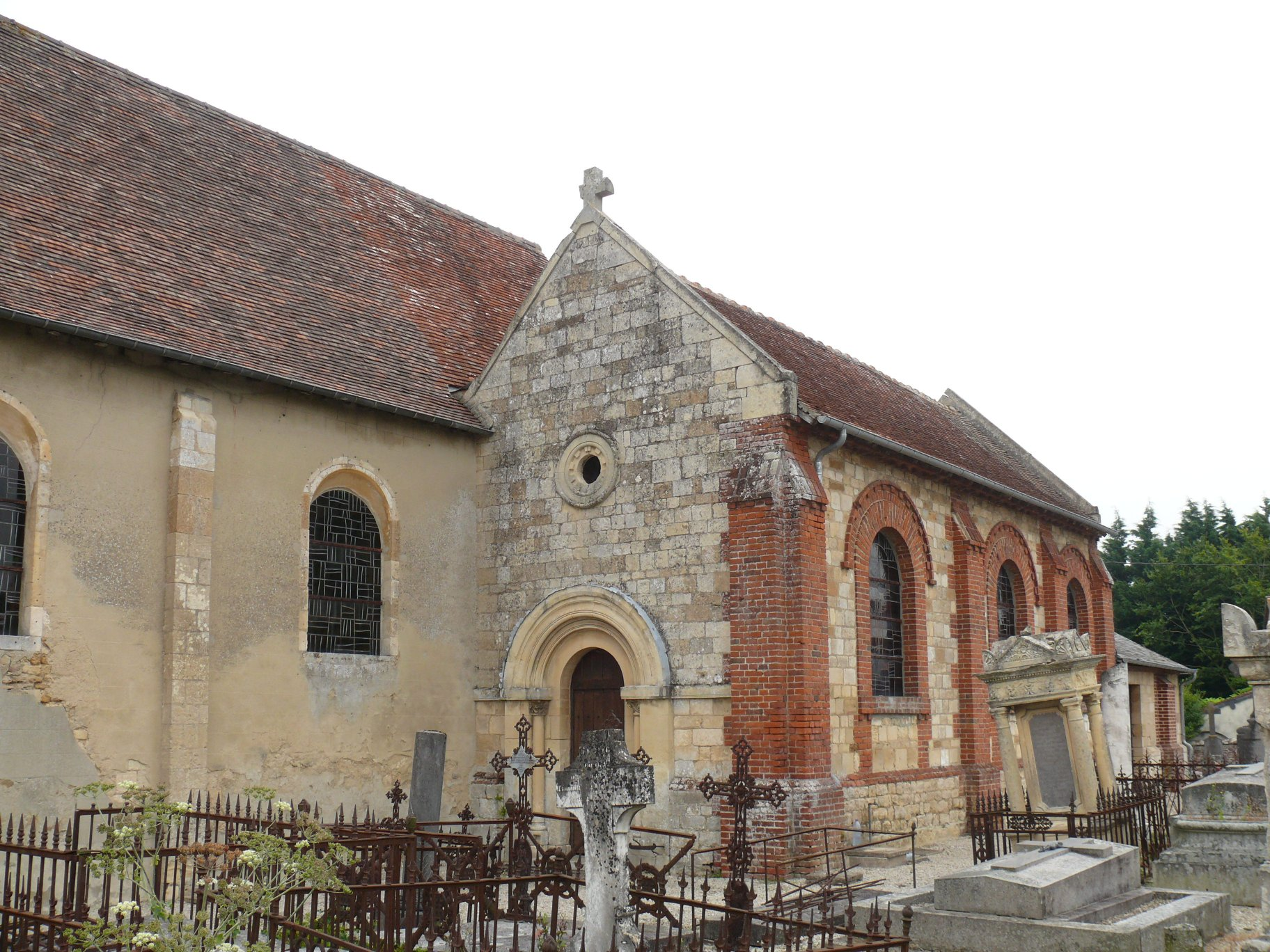
Le côté.